# 普萊森特鎮區 (印地安納州斯托本縣)
普萊森特鎮區（英語：Pleasant Township）是位於美國印地安納州斯托本縣的一個行政鎮區。

## 地方資料
根據2010年美國人口普查的數據，普萊森特鎮區的面積為91.40平方千米，當中陸地面積為83.10平方千米，而水域面積為8.30平方千米。當地共有人口13704人，而人口密度為每平方千米149.93人。